# Hacienda de San Clemente
La hacienda San Clemente está en el actual municipio de Pedro Escobedo en Querétaro. Se localiza en las coordenadas: longitud= -100.09277778 y latitud= 20.5358333, a 1908 m sobre el nivel del mar. Esta hacienda se ubica en la comunidad de San Clemente junto con un templo dedicado a dicho santo. Fue de gran importancia, debido a las grandes donaciones que hicieron sus propietarios. Es reconocida principalmente por su grande extensión, ya que anexados se encuentran los poblados de “El ahorcado”, actualmente Epigmenio González; “Guadalupe de Cosío”, actualmente Guadalupe Septién; “Santa Cruz” y “El muerto”, actualmente Ignacio Pérez. 

Municipio de Pedro Escobedo en Querétaro, donde estuvo la hacienda de San Clement

## Contexto histórico.

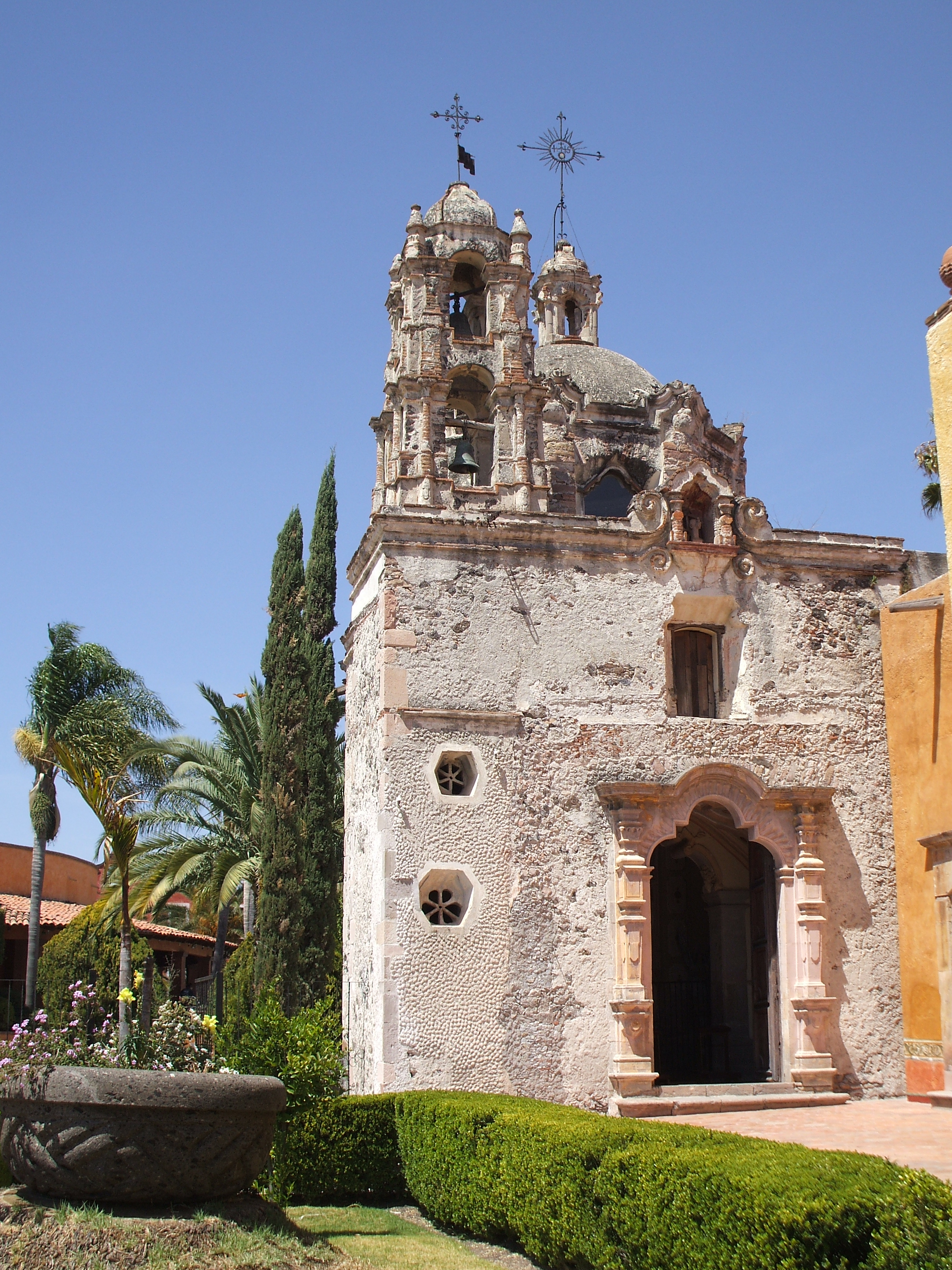
Capilla típica de las haciendas queretanas

Con la llegada de los españoles a la Nueva España durante la colonización se desplazaron muchas comunidades indígenas y surgió una nueva cultura de ciudad, en la cual buscaban enseñar vanidosamente sus riquezas y preponderancia socioeconómica. Este nuevo grupo social ya no pertenecía a una cultura europea como tal, sin embargo se seguían sintiendo españoles. Estaban en búsqueda de una identidad, en la cual dominaba el ansia de sobresalir en la sociedad y el afán de grandeza. Una forma de adquirir el reconocimiento social era mediante donaciones y obras de caridad, la mayor parte de estas iba designada a congregaciones religiosas. Detrás de cada iglesia, convento, hospital e inclusive escuelas había un español que lo financiaba. De esta manera cumplían tres objetivos principales: se sentían orgullosos de sus actos piadosos y de su generosidad; mostraban su devoción a la iglesia, lo cual era de suma importancia porque la religión era el marco que justificaba desde la moral hasta la política; y finalmente enseñaban sus riquezas.
En la segunda mitad del siglo XVII Querétaro estaba pasando por una etapa de desarrollo económico, por lo que cada vez eran más los españoles que llegaban a la ciudad. En 1662 habitaban aproximadamente 1000 españoles, quienes controlaban la economía y la política, desplazando cada vez más a los pueblos indígenas que habitaban ahí: los otomíes. La mayoría eran dueños de minas, comercios, obrajes o haciendas agrícolas y ganaderas.
La alta concentración de españoles en Querétaro influyó a que fuera reconocido por sus espléndidos edificios y la presencia de la religión en todos los ambientes. La ciudad se llenó de fundaciones religiosas como el convento de Santa Clara, el convento del Carmen, el colegio de San Ignacio de Loyola y San Francisco Javier de los Jesuitas, el convento de la Virgen del Pueblito, entre otros.

## La hacienda.

### Propietarios
El propietario era Don Esteban Díaz González, quien había establecido en su testamento que al morir la hacienda iba a ser heredada por sus hijos Joaquín, Esteban, Rafaela, María de los Dolores, Antonio, María de la Concepción, María del Refugio y cualquier futuro hijo legítimo que tuviera su mujer. Sin embargo, a Esteban le preocupaba que su esposa se fuera a casar por segunda vez cuando enviudara, ya que era común que los esposos de las viudas se quedaran con las propiedades. Cerca de su muerte en 1823 hizo modificaciones en su testamento para asegurar que los bienes se quedaran en la familia, designó como heredera a su hija, María de los Dolores y a su esposo, Manuel Alvear, a quien le tenía mucho cariño y confianza.
Como se había previsto, después de la muerte de Esteban su esposa contrajo segundas nupcias con Don Manuel Casabal. Cuando María de los Dolores murió, la hacienda pasó a ser propiedad de Rafaela Díaz y Torre, su otra hija, quien decidió junto con su madre dejarle la administración de los bienes a su padrastro y anexó unas cláusulas en las cuales establecía que si después de su muerte la propiedad entraba en litigio la hacienda sería propiedad de Don Manuel. Cuando Rafaela murió sus hermanos disputaron la herencia, así que en 1860 Manuel Casabal se convirtió en el dueño de la hacienda San Clemente y ranchos anexos. 
Don Manuel es un claro ejemplo de los hacendados que hacían obras de caridad para ser reconocidos por la sociedad y sobre todo para solucionar los daños que ocasionó a terceros. Su fortuna fue evaluada en $164,227 pesos, de los cuales donó aproximadamente $67,228 pesos en beneficio de San Juan del Río: una gran cantidad fue dedicada al hospital de San Juan de Dios, ordenó que $25,000 pesos se distribuyeran entre la gente de escasos recursos y junto con las donaciones de Don Esteban González introdujo un sistema de agua potable en dicha comunidad. Casabal no tenía herederos directos, por lo que decidió que después de su muerte la propiedad regresaría a Antonio Díaz, hijo de Esteban; sin embargo este murió poco antes que Casabal. Esto inició otro litigio sobre la propiedad el cual finalmente acabó cuando se vendió la hacienda a Gil Echeverría por la cantidad de $113,000 pesos aunque estaba evaluada en $165,138.88 pesos. Fue hasta 1982 cuando su propietario, Armando Presa Fernández, decidió fraccionarla en cinco partes.